# Malletia chilensis
Malletia chilensis is een tweekleppigensoort uit de familie van de Malletiidae. De wetenschappelijke naam van de soort is voor het eerst geldig gepubliceerd in 1832 door Desmoulins.